# Savcı Bey
Savci Bey (... – 1374) è stato un principe ottomano, figlio di Murad I, contro cui si ribellò nel tentativo di prendere il trono, senza successo.

## Biografia
Savci Bey nacque in data sconosciuta, ma prima del 1360, come figlio maggiore del sultano ottomano Murad I, mentre è ignota l'identità di sua madre. Raggiunta l'età, fu inviato a Bursa, co-capitale ottomana insieme a Edirne, come governatore. 
Nel 1373, apprese della ribellione del principe bizantino Andronico IV contro suo padre, l'imperatore Giovanni V Paleologo, che approfittò della lontananza del padre, impegnato insieme a Murad I in una serie di campagne per reprimere alcune ribellioni in Anatolia. Immediatamente, Savci colse l'occasione per allearsi con Andronico, ribellandosi lui stesso al padre, e usò il tesoro reale, custodito a Bursa, per assoldare un esercito. 
Non appena le notizie relative al figlio ribelle raggiunsero Murad, questi fece immediatamente ritorno in patria e in maggio affrontò le armate ribelli a Apikridion, un luogo probabilmente situato a sud-ovest di Costantinopoli. La battaglia si risolse con una sconfitta del principe ribelle, soprattutto perché l'armata ottomana di Savci disertò a favore di Murad. Savci dovette fuggire a Didymoteicho, ma ben presto fu costretto ad arrendersi e a consegnarsi al padre nel settembre 1373. 
Inizialmente Murad si limitò ad accecarlo, com'era uso bizantino, così da escluderlo dalla successione, pochi mesi dopo, nel 1374, decise di farlo giustiziare. Venne sepolto a Bursa, nella türbe di Osman I.  
Dopo la morte di Savci, suo figlio, Davud Murad Bey, venne fatto fuggire in Ungheria. Nel 1411, durante l'interregno ottomano, il suo nome fu fra quelli presi in considerazione come possibile nuovo sultano, ma fu presto scartato. Di conseguenza, Davud Murad divenne uno stretto alleato di Giovanni Hunyadi contro l'Impero ottomano.